# Eleições estaduais no Amazonas em 1966
As eleições estaduais no Amazonas em 1966 ocorreram em duas etapas conforme previa o Ato Institucional Número Três e por isso a eleição indireta do governador Danilo Areosa e do vice-governador Rui Araújo foi realizada no dia 3 de setembro enquanto o senador Álvaro Maia e os sete deputados federais e trinta estaduais foram eleitos em 15 de novembro num rito similar ao aplicado a todos os 22 estados e aos territórios federais do Amapá, Rondônia e Roraima.
O escolhido para ocupar o Palácio Rio Negro foi Danilo Areosa. Nascido em Manaus, ele estudou Contabilidade em Lisboa e concluiu os estudos no Brasil. Profissional do ramo de seguros, trabalhou na empresa da família sendo eleito presidente do Comitê Amazonense de Seguros em 1947, onde ficou dezenove anos. Presidente estadual do Serviço Social do Comércio e do Serviço Nacional de Aprendizagem Comercial no Amazonas, foi nomeado para o Conselho Rodoviário Estadual do Amazonas em dezembro de 1955 no governo Plínio Coelho. Vinculado à Confederação Nacional do Comércio, foi presidente da Federação do Comércio do Amazonas e vice-presidente da Legião Brasileira de Assistência. Secretário de Fazenda no governo Artur Reis foi referendado governador pela ARENA tendo como vice-governador o deputado estadual Rui Araújo, presidente da Assembleia Legislativa do Amazonas.
Sobre o vice-governador eleito, ele nasceu no Recife e passou a residir no Amazonas em 1904. Trabalhou no antigo Departamento de Correios e Telégrafos e formou-se depois advogado pela Universidade Federal do Amazonas. Juiz de direito em Guajará-Mirim, Porto Velho e Humaitá, foi consultor jurídico da Estrada de Ferro Madeira-Mamoré e de volta ao Amazonas foi delegado e chefe de polícia. Aposentado como funcionário do Instituto de Aposentadorias e Pensões dos Comerciários, foi secretário-geral do estado após a decretação do Estado Novo e assim tornou-se o substituto eventual do interventor Álvaro Maia. Eleito deputado federal pelo PSD em 1950 e deputado estadual em 1962, foi eleito vice-governador do estado após a criação do referido cargo.
Na eleição para senador a vitória foi do jornalista e advogado Álvaro Maia. Nascido em Humaitá e formado pela Universidade Federal do Rio de Janeiro em 1917, foi funcionário público e um dos fundadores da Academia Amazonense de Letras. Seu primeiro cargo político foi na administração do então território federa de Rondônia (1920-1921) como auxiliar do monsenhor Raimundo Oliveira. De volta ao seu estado dirigiu a Imprensa Oficial e foi professor do Ginásio Amazonense. Ao longo da Era Vargas ocupou o governo do Amazonas e com o fim do Estado Novo filiou-se ao PSD sendo eleito senador em 1945 e governador do Amazonas em 1950 retornando ao Senado Federal pela ARENA após três tentativas frustradas. Faleceu no curso do mandato e com a morte do titular a cadeira foi entregue a Flávio Brito.

## Resultado da eleição para governador
A escolha foi feita pela Assembleia Legislativa do Amazonas durante a qual se retiraram do plenário os cinco deputados estaduais do MDB e o arenista Durval Mena.
| Candidatos a governador do estado | Candidatos a vice-governador | Número | Coligação             | Votação | Percentual |
| --------------------------------- | ---------------------------- | ------ | --------------------- | ------- | ---------- |
| Danilo Areosa ARENA               | Rui Araújo ARENA             | -      | ARENA (sem coligação) | 21      | 100%       |
| Fontes:                           |                              |        |                       |         |            |

## Resultado das eleições para senador
Com informações oriundas do Tribunal Superior Eleitoral, cujos arquivos apontam 77.957 votos nominais houve 8.011 votos em branco e 5.754 votos nulos totalizando um comparecimento de 91.722 eleitores. Segundo informações da Justiça Eleitoral 784 eleitores deixaram de votar por falta de cédulas oficiais.
| Candidatos a senador da República | Candidatos a suplente de senador | Número | Coligação             | Votação | Percentual |
| --------------------------------- | -------------------------------- | ------ | --------------------- | ------- | ---------- |
| Álvaro Maia ARENA                 | Flávio Brito ARENA               | -      | ARENA (em sublegenda) | 31.194  | 40,01%     |
| João Veiga MDB                    | Antunes de Oliveira MDB          | -      | MDB (em sublegenda)   | 29.164  | 37,41%     |
| Vivaldo Lima Filho ARENA          | Ney Rayol ARENA                  | -      | ARENA (em sublegenda) | 10.403  | 13,35%     |
| Desiré Guarani MDB                | Gláucio Bentes MDB               | -      | MDB (em sublegenda)   | 7.196   | 9,23%      |
| Fontes:                           |                                  |        |                       |         |            |

## Deputados federais eleitos
São relacionados os candidatos eleitos com informações complementares da Câmara dos Deputados.

Representação eleita
  ARENA: 5
  MDB: 2

| Deputados federais eleitos | Partido | Votação | Percentual | Cidade onde nasceu | Unidade federativa |
| José Esteves               | ARENA   | 16.394  | 18,73%     | Maués              | Amazonas           |
| Bernardo Cabral            | MDB     | 11.861  | 13,55%     | Manaus             | Amazonas           |
| Leopoldo Peres             | ARENA   | 7.479   | 8,54%      | Manaus             | Amazonas           |
| José Lindoso               | ARENA   | 6.824   | 7,79%      | Manicoré           | Amazonas           |
| Abraão Sabbá               | ARENA   | 6.407   | 7,32%      | Belém              | Pará               |
| Raimundo Parente           | ARENA   | 5.271   | 6,02%      | Manaus             | Amazonas           |
| Joel Ferreira              | MDB     | 4.485   | 5,12%      | Manaus             | Amazonas           |

## Deputados estaduais eleitos
Havia 30 vagas na Assembleia Legislativa do Amazonas.

Representação eleita
  ARENA: 20
  MDB: 10

| Deputados estaduais eleitos      | Partido | Votação | Percentual | Cidade onde nasceu    | Unidade federativa |
| Francisco Guedes de Queiroz      | MDB     | 2.791   | 3,04%      | Careiro da Várzea     | Amazonas           |
| Rafael Faraco                    | ARENA   | 2.642   | 2,88%      | Maués                 | Amazonas           |
| Danilo de Aguiar Corrêa          | ARENA   | 2.126   | 2,31%      | Manaus                | Amazonas           |
| José Cidade de Oliveira          | ARENA   | 1.986   | 2,16%      | Autazes               | Amazonas           |
| Osvaldo Tennyson Chaves Monteiro | ARENA   | 1.959   | 2,13%      | Eirunepé              | Amazonas           |
| José Austregésilo Mendes         | ARENA   | 1.931   | 2,10%      | Pauini                | Amazonas           |
| Francisco Dorval Vieira          | ARENA   | 1.841   | 2,00%      | Itamarati             | Amazonas           |
| Sérgio Pessoa Neto               | ARENA   | 1.807   | 1,97%      | Manaus                | Amazonas           |
| Anfremon d'Amazonas Monteiro     | ARENA   | 1.628   | 1,77%      | Beruri                | Amazonas           |
| Augusto Pessoa Montenegro        | ARENA   | 1.564   | 1,70%      | Tefé                  | Amazonas           |
| Natanael Bento Rodrigues         | MDB     | 1.528   | 1,66%      | São Paulo de Olivença | Amazonas           |
| Álvaro Maranhão                  | ARENA   | 1.494   | 1,62%      | Iranduba              | Amazonas           |
| Tupinambá de Paula e Sousa       | ARENA   | 1.484   | 1,61%      | Tapauá                | Amazonas           |
| Vinícius Monte Conrado Gomes     | ARENA   | 1.414   | 1,54%      | Manaus                | Amazonas           |
| João Braga Júnior                | ARENA   | 1.408   | 1,53%      | Santarém              | Pará               |
| Wilson Paula de Sá               | ARENA   | 1.400   | 1,52%      | Uarini                | Amazonas           |
| Homero de Miranda Leão           | ARENA   | 1.380   | 1,50%      | Maués                 | Amazonas           |
| Léa Alencar Antony               | MDB     | 1.356   | 1,47%      | Manaus                | Amazonas           |
| Darcy Augusto Michiles           | ARENA   | 1.345   | 1,46%      | Manaus                | Amazonas           |
| Alfredo Augusto Pereira Campos   | MDB     | 1.304   | 1,42%      | Barcelos              | Amazonas           |
| José Belo Ferreira               | ARENA   | 1.264   | 1,37%      | Manaus                | Amazonas           |
| João Bosco de Lima               | MDB     | 1.250   | 1,36%      | Manaus                | Amazonas           |
| Manoel José de Andrade Neto      | MDB     | 1.199   | 1,30%      | Manaus                | Amazonas           |
| Júlio Furtado Belém              | ARENA   | 1.182   | 1,28%      | Apuí                  | Amazonas           |
| Rossini Barbosa Lima             | ARENA   | 1.141   | 1,24%      | Recife                | Pernambuco         |
| Theomário Pinto da Costa         | ARENA   | 1.126   | 1,22%      | Caapiranga            | Amazonas           |
| João Valério de Oliveira         | MDB     | 1.111   | 1,21%      | Itacoatiara           | Amazonas           |
| Mário da Silva d'Almeida         | MDB     | 992     | 1,08%      | Manacapuru            | Amazonas           |
| Ismael Benigno                   | MDB     | 957     | 1,04%      | Manaus                | Amazonas           |
| Renato de Souza Pinto            | MDB     | 892     | 0,97%      | Manaus                | Amazonas           |
| Fontes:                          |         |         |            |                       |                    |